# Římskokatolická farnost – děkanství Dvůr Králové nad Labem
Římskokatolická farnost – děkanství Dvůr Králové nad Labem je územním společenstvím římských katolíků v rámci trutnovského vikariátu královéhradecké diecéze.

## O farnosti

### Historie
V letech 1399–1400 dala česká královna Žofie Bavorská (1376–1428) postavit na místě románské baziliky a menšího gotického kostela kostel svatého Jana Křtitele. V roce 1270 byla farnost povýšena na děkanství. V den (církevního svátku) Obětování Panny Marie 21. listopadu 1646 bylo město zachráněno od švédského drancování, což bylo přičteno přímluvě a ochraně Panny Marie. V roce 1671 byl proto kostel prohlášen poutním místem a toto prohlášení obnovil 8.5.2003 biskup královéhradecký Dominik Duka. Dne 16. září 1817 v kobce děkanského kostela nalezli tehdejší kaplan Pankrác Ignác Borč (1791–1824) a Václav Hanka (1791–1861) Rukopis královédvorský. Hanka zde byl na návštěvě u tehdejšího městského písaře Jana Nepomuka Sklenčky (1793-1837).
Od roku 1994 působí ve farnosti sestry z Kongregace Matky Božího Milosrdenství (KMBM). V roce 1996 byla farnost svěřena do správy kněžím z kongregace Misionářů Svaté Rodiny (MSF) z Polska. V témže roce duchovní správce P. Józef Pleszczyński, MSF zorganizoval oslavy 350. výročí záchrany města před Švédy. Oslav se účastnili oba tehdejší královéhradečtí biskupové: arcibiskup Karel Otčenášek a světící biskup Josef Kajnek. Kněží MSF ukončili své působení v roce 2020, kdy farnost dostal do správy diecézní kněz.

### Současnost
Farnost je v současné době obsazena sídelním duchovním správcem. V rámci procesu slučování farností byly v roce 2006 zrušeny původně samostatné farnosti Bílá Třemešná, Dubenec, Chotěborky, Choustníkovo Hradiště, Kohoutov, Lanžov, Velký Vřešťov, Vítězná – Kocléřov a Žireč. V Chotěborkách v prostorech kostela a bývalé fary každoročně probíhá akce Hudební léto, zaměřená na klasickou (převážně duchovní, ale i jinou klasickou) hudbu. U zrodu tohoto festivalu stál někdejší regenschori kostela Božského Srdce Páně v Hradci Králové, Bohuslav Vodička († 17. 3. 2013).

### Přehled duchovních správců
- 1945–1956 R. D. František Resler (14. 3. 1912 – 26. 8. 1985) (děkan)
- 1956–1979 R. D. Antonín Říkovský (24. 11. 1914 – 20. 1. 1980) (děkan)
- 1979–1991 P. František Beneš, SDB (29. 11. 1947 – 23. 10. 2017) (děkan)
- 1991–1996 P. Mgr. František Hofman, OMelit. cap. Mag. (administrátor)
- 1996–2001 P. Józef Pleszcyński MSF (29. 9. 1944 – 3. 8. 2001) (administrátor)
- 2001–2016 P. Jan Czekala MSF (děkan)
- 2016–2020 P. Andrzej Deniziak MSF (administrátor)
- 2020–2021 P. Marek Poláčik (farář)
- 2021- P. Petr Stejskal (farář)

| Kostel                                   | Místo                  | Bohoslužba                                       | Bohoslužba                                             | Poznámka                      |
| ---------------------------------------- | ---------------------- | ------------------------------------------------ | ------------------------------------------------------ | ----------------------------- |
| Kostel sv. Jakuba Staršího               | Bílá Třemešná          | neděle                                           | neslouží se pravidelně                                 | filiální kostel               |
| Kaple                                    | Doubravice             | neslouží se pravidelně                           | neslouží se pravidelně                                 | obecní kaple                  |
| Kostel sv. Josefa                        | Dubenec                | neslouží se pravidelně                           | neslouží se pravidelně                                 | (filiální) obecní kostel      |
| Kostel svatého Jana Křtitele             | Dvůr Králové nad Labem | neděle pondělí úterý středa čtvrtek pátek sobota | 8.00; 9.30 --- 18.00 8.00 18.00 ---                    | farní kostel                  |
| Kostel Povýšení Svatého Kříže            | Dvůr Králové nad Labem | pondělí                                          |                                                        | filiální kostel               |
| Kostel Nanebevzetí Panny Marie           | Chotěborky             | neděle                                           | 8.00                                                   | filiální kostel               |
| Kostel Povýšení Sv. Kříže                | Choustníkovo Hradiště  | neděle                                           | 18.00                                                  | filiální kostel               |
| Kaple Nejsvětější Trojice                | Kladruby               | neslouží se pravidelně                           | neslouží se pravidelně                                 | obecní kaple                  |
| Kostel svatého Floriána                  | Kocbeře                | neslouží se pravidelně                           | neslouží se pravidelně                                 | filiální kostel               |
| Kostel sv. Václava                       | Kocléřov               | sobota                                           | 16.00                                                  | filiální kostel               |
| Kostel Navštívení Panny Marie U Studánky | Kocléřov               | sobota                                           | 16.00 od 1. května do 27. září                         | filiální kostel               |
| Kostel Nanebevzetí Panny Marie           | Kohoutov               | neslouží se pravidelně                           | neslouží se pravidelně                                 | filiální kostel               |
| Kostel Nejsvětější Trojice               | Kuks                   | příležitostně                                    | příležitostně                                          | kaple hospitalu               |
| Kostel sv. Bartoloměje                   | Lanžov                 | sobota                                           | 17.00 v zimě (1× za 14 dní) 18.00 v létě (každý týden) | filiální kostel               |
| Kaple Panny Marie Sedmibolestné          | Libotov                | neslouží se pravidelně                           | neslouží se pravidelně                                 | obecní kaple                  |
| Kaple svatého Jana Nepomuckého           | Lipnice                | neslouží se pravidelně                           | neslouží se pravidelně                                 | obecní kaple                  |
| Kostel Nejsvětější Trojice               | Litíč                  | neslouží se pravidelně                           | neslouží se pravidelně                                 | kostel                        |
| Kostel Božského Srdce Páně               | Starobucké Debrné      | neslouží se pravidelně                           | neslouží se pravidelně                                 | filiální kostel               |
| Kostel Nanebevzetí Panny Marie           | Třebihošť              | neslouží se pravidelně                           | neslouží se pravidelně                                 | filiální kostel               |
| Kostel Všech svatých                     | Velký Vřešťov          | sobota                                           | 15.00 (1× za 14 dní)                                   | filiální kostel               |
| Kostel sv. Anny                          | Vyhnánov               | 1× měsíčně, den a čas dle ohlášení               | 1× měsíčně, den a čas dle ohlášení                     | filiální kostel               |
| Kostel sv. Jana Nepomuckého              | Záboří                 | neslouží se pravidelně                           | neslouží se pravidelně                                 | filiální kostel               |
| Kostel sv. Anny                          | Žireč                  | neděle                                           | 10.30                                                  | filiální kostel               |
| Kaple sv. Josefa                         | Žireč                  | neslouží se pravidelně                           | neslouží se pravidelně                                 | oratorium v Domově sv. Josefa |